# 경상북도립청도공공도서관
경상북도교육청 청도도서관은 대한민국 경상북도 청도군 소재의 도서관이다.

## 연혁
- 1983년 7월 13일 청도공공도서관 착공
- 1984년 4월 2일 청도공공도서관 건물 준공
- 1984년 5월 21일 청도공공도서관 설치 조례 공포
- 1984년 10월 23일 개관
- 1991년 3월 26일 경상북도립청도공공도서관으로 명칭 변경
- 2002년 1월 8일

디지털자료실 개실
- 2002년 1월 21일

문화관광부지정 문화학교 운영
- 2002년 11월 6일

문화관광부 전국문화기반시설 관리운영평가 도서관 부문 장려상 수상
- 2003년 3월 1일 경상북도평생학습관으로 지정
- 2005년 3월 25일

제37회 한국도서관상 수상
- 2008년 12월 24일

『2008년도 직속기관 / 지역공공도서관 평가』
교육행정영역 『최우수상』, 교육정책영역 『우수상』 수상
- 2012년 7월 4일

『2012년 도서관 자원봉사 공모전』
도서관 자원봉사 활성화 사례 기관『우수상』 수상
도서관 자원봉사 활성화 사례 개인『우수상』 수상
- 2013년 7월 10일

『2013년 도서관 자원봉사 공모전』
도서관자원봉사관리시스템(LVMS) 『우수』 활용 도서관 부문 선정
- 2013년 10월 23일

2013 전국도서관 운영평가(문화체육관광부 장관상 수상)
- 2013년 12월 1일

2013년 경상북도교육청 직속기관 및 공공도서관 평가 
종합 2위(기관특색분야 1위)